# Maturino Blanchet
Angelo Maturino Blanchet (Gressan, Valle de Aosta; 3 de marzo de 1892-Saint-Pierre, Valle de Aosta; 9 de noviembre de 1974) fue un obispo católico italiano. Fue nombrado obispo de Aosta el 18 de febrero de 1946.

## Biografía
Nació en Viseran, fracción de Gressan, de Pierre-Aimable, agricultor, y de Carolina, en 1892. Hizo su promisión en los Oblatos de María Inmaculada en 1920 y fue ordenado padre en 1921.

### Formación y sacerdocio
Fue superior de su Orden en Pescara.
Nombrado por el papa Pío XII obispo de Aosta en 18 de febrero de 1946, fue consagrado el 3 de marzo despuès en la basílica de Santa María de los Ángeles y los Mártires en Roma por el cardinal Jean-Marie-Rodrigue Villeneuve. Fue padre conciliare durante todas las cuatro sesiones del Concilio Vaticano II.
Durante su ministerio que fundó o refundó siete parroquias, abrió tres congresos eucarísticos diocesanos y realizó seis visitas pastorales, ordenando a setenta y ocho sacerdotes.
Renunció por límite de edad en 15 de octubre de 1968 y después fue nombrado obispo titular de Limata. Murió el 9 de noviembre de 1974 en el priorato Saint-Jacquême en Saint-Pierre.